# 투신 (프로게이머)
투신(본명: 박종익, 1995년 11월 12일 ~ )은 대한민국의 전직 리그 오브 레전드 프로게이머이다. 프로게임단 지도자로도 활동했다. 선수 시절 포지션은 서포터였으며 TusiN이라는 아이디를 사용했다.

## 선수 시절
2014년 5월 27일, Incredible Miracle에 입단하면서 프로 커리어를 시작했다. IM에서 서포터로 활동하면서 여러 대회에 출전했다. 그 중 국제 e-컬쳐 페스티벌 2014에서 팀의 우승에 기여했다.
2015년 서머 시즌을 앞두고 정글러로 포지션을 변경했다. 이후 2015 챌린저스 2에서는 서포터로 대회에 출전했다. 2015년 12월 5일, 팀에서 퇴단했다.
2017시즌을 앞두고 아프리카 프릭스에 입단했다. 2017 스프링시즌에서는 부족한 모습을 보여주기도 했지만 시즌 막판에는 괜찮은 모습을 보여주었다. 서머 시즌에서는 좋은 모습을 보여주면서 팀의 포스트시즌 진출을 이끌었다.
2018 스프링 시즌에서도 팀을 이끌며 팀의 준우승을 이끌었다. 서머 시즌에서도 좋은 모습을 보여주었다. 리그 오브 레전드 월드 챔피언십 2018에 진출하였으며 팀의 8강 진출에 기여했다.
2019시즌을 앞두고 킹존 드래곤 X에 입단했다. 2019 스프링 시즌 좋은 모습을 보이면서 팀의 포스트시즌 진출을 이끌었다. 서머 시즌에서는 좋지 못한 팀의 모습처럼 투신도 좋지 못한 모습을 보여주었다. 리프트 라이벌즈 2019에 참가해 LCK의 우승에 공헌했다.
2020시즌을 앞두고 KT 롤스터에 입단했다. 스프링 시즌 초반 좋지 않은 모습을 보이기도 했으나 시즌이 진행될 수록 폼을 회복하는 모습을 보여주었다. 2020년 4월 1일에 치러진 그리핀과의 경기에서 LCK 통산 400출전을 기록했다. 2020 서머에서는 폼이 추락한 모습을 보여주었다.
2021년 1월 16일, 현역 은퇴를 선언했다.

## 은퇴 후
은퇴 후 아프리카tv에서 개인방송을 시작했다.

## 소속팀
| # | 팀명                | 소속 기간             | 소속 리그 | 비고 |
| - | ------------------- | --------------------- | --------- | ---- |
| 1 | Incredible Micracle | 2014.05.27~2015.12.05 | LCK       |      |
| 2 | 아프리카 프릭스     | 2016.12.16~2018.11.20 | LCK       |      |
| 3 | 킹존 드래곤 X       | 2018.11.26~2019.11.13 | LCK       |      |
| 4 | KT 롤스터           | 2019.11.22~2020.11.16 | LCK       |      |

## 수상 경력
- 국제 e-컬쳐 페스티벌 2014 우승
- 네네치킨 리그 오브 레전드 챌린저스 코리아 스프링 2015 스프링 리그 2 준우승
- 리그 오브 레전드 챔피언스 코리아 스프링 2018 준우승
- 리프트 라이벌즈 2018 준우승
- 리그 오브 레전드 월드 챔피언십 2018 8강
- 리프트 라이벌즈 2019 우승